# Alessandro Damiano
Alessandro Damiano (ur. 13 lipca 1960 w Trapani) – włoski duchowny katolicki, arcybiskup koadiutor Agrigento w latach 2020–2021, arcybiskup metropolita Agrigento od 2021.

## Życiorys

### Prezbiterat
Święcenia kapłańskie otrzymał 24 kwietnia 1987 i został inkardynowany do diecezji Trapani. Był m.in. kanclerzem kurii, obrońcą węzła małżeńskiego w sądzie biskupim, wikariuszem sądowym oraz wikariuszem generalnym diecezji.

### Episkopat
30 kwietnia 2020 papież Franciszek mianował go arcybiskupem koadiutorem archidiecezji Agrigento. Sakry biskupiej udzielił mu 5 września 2020 roku kard. Francesco Montenegro.
22 maja 2021, po przyjęciu przez papieża rezygnacji kardynała Francesco Montenegro, objął urząd arcybiskupa metropolity Agrigento.